# Oleg Wladimirowitsch Penkowski

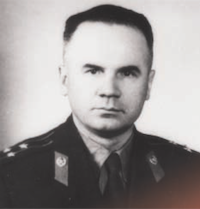
Oleg Wladimirowitsch Penkowski

Oleg Wladimirowitsch Penkowski (russisch Олег Владимирович Пеньковский; wiss. Transliteration Oleg Vladimirovič Pen'kovskij; * 23. April 1919 in Wladikawkas; † 16. Mai 1963 in Moskau) war ein sowjetischer Oberst im Militärnachrichtendienst GRU. Als Doppelagent spionierte er für den britischen Secret Intelligence Service (MI6) und die amerikanische CIA.

## Leben
Penkowski wurde am 23. April 1919 als Sohn eines weißgardistischen Offiziers geboren. Seit 1940 Mitglied der KPdSU und im Zweiten Weltkrieg als Artillerieoffizier eingesetzt, war er 1948 Absolvent der Militärakademie der Sowjetischen Streitkräfte M. W. Frunse in Moskau. Danach studierte er an der Militärdiplomatischen Akademie der Sowjetunion und trat 1953 in die 4. Verwaltung (Auswertungszentrale) des GRU ein. 1955 bis 1956 war er als Militärattaché in der Türkei eingesetzt. 1958/59 absolvierte er einen Spezialkurs für Raketentechnik an der Dserschinski-Militärakademie. 1960 war er als Militärattaché in Indien vorgesehen, wurde aber wegen der verheimlichten Tätigkeiten seines Vaters in die Reserve der GRU versetzt.

## Agent des MI6 und CIA
Daraufhin bot er Mitte 1960 dem MI6-Agenten und -Residenten in Moskau Greville Maynard Wynne seine Mitarbeit an. Sein Deckname wurde Hero. Im November 1960 wurde er zum Berater des Staatskomitees für die Koordinierung wissenschaftlich-technischer Arbeiten berufen. Bei Delegationsreisen nach London und Paris 1961 und 1962 lieferte er wichtige politische und militärische Informationen an den MI6 und die CIA. Im Gegenzug dazu erhielt er wirtschaftliche Informationen, die er an die Sowjetunion weitergab. Bis zum Sommer 1961 hatte er Wynne bereits mehr als 50 Mikrofilme in Moskau übergeben. Anfang August 1961 erlangte er Kenntnis von der bevorstehenden Errichtung der Berliner Mauer. Erst zehn Tage später konnte er diese Information an seinen britischen Kontaktmann weiterleiten, da er diesen nicht vorher erreichte.
Ab Januar 1962 wurde er durch das KGB überwacht. Er bemerkte die Überwachung und auch die seiner Verbindungsperson und meldete dies dem MI6 und der CIA. Trotz seiner Überwachung spionierte er weiter. Der US-amerikanische Präsident John F. Kennedy erfuhr von Penkowskis Überwachung im Juni 1962. Bei der Überwachung wurde Penkowski gefilmt, als er Fotografien anfertigte. Seine Verbindungen zu den westlichen Nachrichtendiensten hielt er über tote Briefkästen. Seinen letzten Bericht schickte er am 27. August 1962. Trotz aller Vorsichtsmaßnahmen wurde Penkowski am 22. Oktober 1962 durch das KGB verhaftet.
Penkowski lieferte dem Westen auf dem Höhepunkt des Kalten Krieges entscheidende Informationen zu den Absichten der Sowjetunion während der Berlin-Krise und zur Kuba-Krise.
Kennedy erfuhr von der Stationierung von 99 SS-4-Raketen und von SS-5-Raketen auf Kuba. Durch die Berichte von Penkowski konnte Kennedy die Bedrohung einschätzen, wonach zahlreiche amerikanische Städte bedroht waren.
Während der Kuba-Krise riet Penkowski den Westmächten zu einer harten Haltung gegenüber der Sowjetunion. Am 22. Oktober 1962 forderte Kennedy in einer dramatischen Fernsehansprache den Abbau aller sowjetischen Raketen und Abschussanlagen auf Kuba. Der Stand der sowjetischen Rüstung war Kennedy durch die Spionage Penkowskis bekannt. Am 28. Oktober 1962 kam es zur Beilegung der Kuba-Krise, wovon Penkowski jedoch in der Haft nichts erfuhr. Während der Vernehmungen verriet er die geheimen Kontaktvereinbarungen, mit denen er einen bevorstehenden Angriff der Sowjetunion signalisiert hätte.
In einem am 7. Mai 1963 in Moskau begonnenen Schauprozess wurde Penkowski zwei Tage später wegen Landesverrats zum Tode verurteilt und später hingerichtet. Seine Leiche wurde nicht den Angehörigen übergeben, sondern im damals einzigen Moskauer Krematorium auf dem Donskoi-Friedhof eingeäschert und die Asche dort in ein Massengrab geworfen.

## Rezeption
Sein britischer Kontaktmann Greville Maynard Wynne beschrieb die Ereignisse in dem Buch Der Mann aus Moskau. Am 8. April 1993 schrieb die Frankfurter Allgemeine Zeitung über Penkowski:

„Und wenn der ‚Selbstanbieter‘ und Oberst des sowjetischen militärischen Geheimdienstes GRU, Oleg Penkowski, auch nicht die Welt vor einem Atomkrieg gerettet hat, er hat ohne Zweifel wesentlich dazu beigetragen, daß insbesondere die Vereinigten Staaten zu einer realistischeren Einschätzung sowjetischer Absichten und Möglichkeiten in der Lage waren, vor allem während der Berlin-Krise (1961) und der Kuba-Krise (1962).“

Penkowskis Rolle als Überläufer wird aufgrund seiner Bedeutung und des Verratsumfanges sehr unterschiedlich beurteilt. Der Historiker Phillip Knightley äußerte sogar die Vermutung, Penkowski sei absichtlich von der sowjetischen Führung als geheimer Kanal zu den Briten und US-Amerikanern benutzt worden, um insbesondere die Informationen während der Kuba-Krise zu steuern. Hierbei handelt es sich wahrscheinlich um eine Verwechslung durch Knightley, und er meint den damaligen Washingtoner GRU-Residenten Georgi Bolschakow, zu dem Robert F. Kennedy Kontakt hielt. Aufgrund dieser Verwechslung wird vereinzelt auch angenommen, dass der Moskauer Prozess gegen Penkowski nur zum Schein aufgeführt wurde. Diese Theorie gilt in Kreisen der Nachrichtendienste und überwiegend bei den Historikern als unwahrscheinlich. Vielmehr ermöglichten die Informationen Penkowskis der US-amerikanischen Regierung eine realistische Einschätzung der militärischen Stärke der Sowjetunion während der Kuba-Krise und haben möglicherweise die USA maßgeblich davon abgehalten, einen Atomkrieg zu riskieren.
Die Hauptfigur des Spionageromans Das Rußlandhaus von John le Carré ist u. a. von Penkowski inspiriert. Er wurde außerdem 2020 in dem britischen Film Der Spion von Merab Ninidze gespielt, Benedict Cumberbatch spielte Greville Wynne.

## Schriften
- Oleg Penkowskij: Geheime Aufzeichnungen, herausgegeben und kommentiert von Frank Gibney. München/Zürich 1966 (Platz 1 der Spiegel-Bestsellerliste vom 28. März bis zum 15. Mai und vom 23. Mai bis zum 12. Juni 1966)